# 1 E6 s
Cet article liste des exemples de temps de l'ordre de 106 s, soit 1 million de secondes, afin de comparer différents ordres de grandeur.

## Exemples
| Durée (×106) s | Unités usuelles                          | Événement                                                                   |
| -------------- | ---------------------------------------- | --------------------------------------------------------------------------- |
| 0,604800       | 604 800 s 7 d                            | Une semaine                                                                 |
| 0,800          | 9,25 d                                   | Demi-vie du thulium 167                                                     |
| 0,864          | 10 d                                     | 10 jours, une décade dans le calendrier républicain                         |
| 1,00           | 1 000 000 secondes 11 d 13 h 46 min 40 s |                                                                             |
| 1,38           | 15,9735 d                                | Demi-vie du vanadium 48                                                     |
| 1,54           | 17,81 d                                  | Demi-vie du californium 253                                                 |
| 2,36           | 27,3217 d                                | Un mois sidéral                                                             |
| 2,39           | 27,7025 d                                | Demi-vie du chrome 51                                                       |
| 2,42           | 28 d                                     | Longueur du mois de février les années non-bissextiles                      |
| 2,51           | 29 d                                     | Longueur du mois de février les années bissextiles                          |
| 2,55           | 29,53059 d                               | un mois synodique                                                           |
| 2,59           | 30 d                                     | longueur des mois d'avril, juin, septembre et novembre                      |
| 2,68           | 31 d                                     | longueur des mois de janvier, mars, mai, juillet, août, octobre et décembre |
| 4,45           | 51,5 d                                   | Demi-vie du mendélévium 258                                                 |
| 5,23           | 60,5 d                                   | Demi-vie du californium 254                                                 |